# (20403) Attenborough
Pour les articles homonymes, voir Attenborough.
(20403) Attenborough est un astéroïde de la ceinture principale.

## Description
(20403) Attenborough est un astéroïde de la ceinture principale. Il fut découvert le 22 juillet 1998 à Reedy Creek par John Broughton. Il présente une orbite caractérisée par un demi-grand axe de 2,98 UA, une excentricité de 0,09 et une inclinaison de 11,6° par rapport à l'écliptique.

## Compléments